# Promecoderus
Promecoderus is een geslacht van kevers uit de familie van de loopkevers (Carabidae). De wetenschappelijke naam van het geslacht is voor het eerst geldig gepubliceerd in 1829 door Dejean.

## Soorten
Het geslacht Promecoderus omvat de volgende soorten:
- Promecoderus albaniensis Castelnau, 1867
- Promecoderus anguliceps Sloane, 1898
- Promecoderus bassi Castelnau, 1867
- Promecoderus blackburni Sloane, 1890
- Promecoderus brunnicornis Dejean, 1829
- Promecoderus castelnaui Sloane, 1892
- Promecoderus clivinoides Guerin-Meneville, 1841
- Promecoderus comes Sloane, 1890
- Promecoderus concolor Germar, 1848
- Promecoderus cordicollis Sloane, 1908
- Promecoderus curvipes Sloane, 1920
- Promecoderus distinctus Sloane, 1890
- Promecoderus dorsalis MacLeay, 1873
- Promecoderus dyschiroides Guerin-Meneville, 1841
- Promecoderus elegans Castelnau, 1867
- Promecoderus gibbosus (Gray, 1832)
- Promecoderus hunteriensis MacLeay, 1873
- Promecoderus inornatus MacLeay, 1873
- Promecoderus insignis Sloane, 1890
- Promecoderus intermedius Sloane, 1898
- Promecoderus interruptus MacLeay, 1873
- Promecoderus leai Sloane, 1898
- Promecoderus lottini Brulle., 1834
- Promecoderus maritimus Castelnau, 1867
- Promecoderus mastersii MacLeay, 1873
- Promecoderus modestus Castelanu, 1867
- Promecoderus neglectus Castelnau, 1867
- Promecoderus nigellus Sloane, 1890
- Promecoderus nigricornis Castelnau, 1867
- Promecoderus olivaceous MacLeay, 1873
- Promecoderus ovipennis Sloane, 1898
- Promecoderus pacificus Sloane, 1890
- Promecoderus pygmaeus Castelnau, 1867
- Promecoderus riverinae MacLeay, 1873
- Promecoderus scauroides Castelnau, 1867
- Promecoderus semistriatus Castelnau, 1867
- Promecoderus sloanei Blackburn, 1901
- Promecoderus striatopunctatus Castelnau, 1867
- Promecoderus subdepressus Guerin-Meneville, 1841
- Promecoderus viridiaeneus Sloane, 1915
- Promecoderus wilcoxii Castelnau, 1867